# Hanriot HD.14
Die Hanriot HD.14 war ein französisches militärisches Schulflugzeug, welches in großer Anzahl gebaut wurde. Alleine die Aéronautique Militaire verfügte über 1925 Exemplare. Insgesamt wurden zwischen 1922 und 1928 etwa 2100 Maschinen in elf unterschiedlichen Versionen gebaut.

## Aufbau
Die Tragflächen des Doppeldeckers waren in konventioneller Holm-Rippenbauweise aufgebaut. Lehrer und Schüler saßen hintereinander. Das Fahrwerk war für den Schulbetrieb besonders stabil ausgelegt. Frühe Varianten hatten vier Räder und zwei weit vorgezogene Kufen, um Überschläge zu verhindern. 1922 wurde an einer verbesserten Version gearbeitet, die als HD.14ter herauskam. Neben den Lizenzmustern in Polen (245 Stück) und in Japan (145) wurde die HD.14 auch an andere Staaten geliefert.

## Varianten

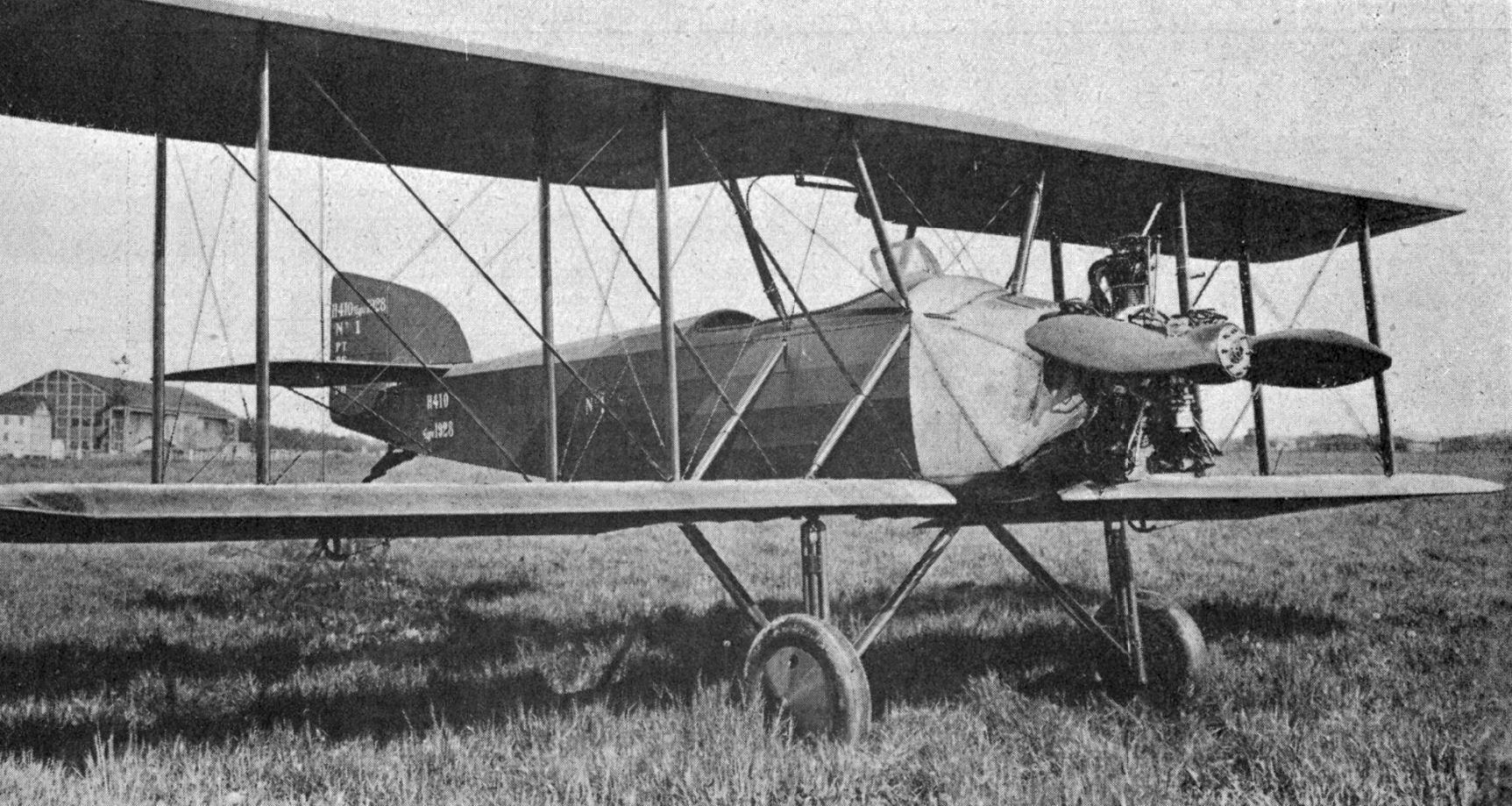
Hanriot H.410 E.P.2

- HD.14 – Erste Version, auch HD.14 EP2, mit Le Rhône-Rotationsmotor mit 110 PS
- HD.14ter – Verbesserte Version von 1922, auch HD.14/23
- HD.14S (Sanitaire) – Sanitätsflugzeug
- HD.141 – Aufgearbeitete Militärmaschinen für die französischen Aeroclubs
- H.410 – Geändertes Fahrwerk und 5-Zylinder-Sternmotor Lorraine
- H.411 – Weiterentwickelte H-410
- LH.412 – Weiterentwickelte H-410
- H.28 – Polnischer Lizenzbau der HD.14/23
- Ki 1 – Japanische Armeebezeichnung der bei Mitsubishi gebauten Lizenzversion

Eine besonders interessante Variante baute auch René Arnoux, der die Maschine in ein schwanzloses Flugzeug umwandelte.

## Technische Daten
| Kenngröße             | HD.14 (frühe Version)                |
| --------------------- | ------------------------------------ |
| Besatzung             | 2                                    |
| Länge                 | 7,80 m                               |
| Spannweite            | 10,87 m                              |
| Höhe                  | 3,00 m                               |
| Flügelfläche          | 34,5 m²                              |
| Leermasse             | 555 kg                               |
| max. Startmasse       | 810 kg                               |
| Höchstgeschwindigkeit | 110 km/h                             |
| Gipfelhöhe            | 4000 m                               |
| Reichweite            | 120 km                               |
| Triebwerk             | 1 × Umlaufmotor Le Rhône 9 mit 80 PS |

## Betreiber
Belgien
 Bulgarien
 Estland
 Frankreich
 Japan
 Mexiko
 Polen
 Spanien
 Sowjetunion